# Estación experimental de plantas medicinales de Tsukuba
El Jardín botánico de Tsukuba o Jardín botánico experimental de Tsukuba o también Estación experimental de plantas medicinales de Tsukuba en japonés: [筑波実験植物園 Tsukuba Jikken Shokubutsu-en (Jardín botánico experimental de Tsukuba), es una estación de investigación y experimentación de plantas medicinales que alberga invernaderos y jardín botánico en Tsukuba, Japón. 
Está administrado por el "Instituto Nacional de Innovación Biomédica de Japón".
Presenta trabajos para la International Agenda Registration-(Agenda Internacional para la Conservación en los Jardines Botánicos).
El código de reconocimiento internacional del Tsukuba Ringyōshikenjō Daigaku Shokubutsuen como institución botánica (en el Botanical Gardens Conservation International - BGCI), así como las siglas de su herbario es TNS.

## Localización
El Jardín botánico de Tsukuba se encuentra localizado a unos 60 km al norte de Tokio, adyacente a la Universidad de Tsukuba. 
Tsukuba Jikken Shokubutsu-en, 4-1-1 Amakubo, Tsukuba-shi, Ibaraki-ken 305-0005 Honshū-jima Japón.
Planos y vistas satelitales.36°6′5″N 140°6′42″E / 36.10139, 140.11167
El jardín es visitable por el público en general, de 9:00 a 16:30, de martes a domingos cerrando los lunes. Se paga una tarifa de entrada. 

## Historia
El "Instituto Nacional de Ciencias de la Salud de Japón", lleva a cabo las pruebas, investigaciones y estudios con miras a la correcta evaluación de la calidad, seguridad y eficacia de los productos farmacéuticos, alimentos, y los numerosos productos químicos en el medio ambiente de vida.
El Instituto Nacional de Ciencias de la Salud (INCS), que se estableció en Tokio en 1874, como el Laboratorio de Control de Drogas de Tokio (más tarde rebautizado como Instituto de Tokio de Ciencias de la Higiene), actualmente es una importante organización dentro del Ministerio de Salud, Trabajo y Bienestar Social. Es el instituto más antiguo de la investigación nacional en Japón y en la actualidad cuenta con 21 divisiones, 5 de los cuales pertenecen al Centro de investigación de Seguridad Biológica.
Inicialmente, el INCS se dedicaba principalmente al análisis e inspección de la calidad de los medicamentos importados y en el análisis de las sustancias químicas en los alimentos y el agua potable, así como el agua de los onsen (manantiales calientes). Tras el estallido de la Primera Guerra Mundial en 1914, la investigación sobre la fabricación de medicamentos esenciales ha sido de gran importancia debido a las dificultades y, en algunos casos, el cese de su importación. Esto allanó el camino para que Japón para estableciera una industria farmacéutica moderna.
En 1922, se creó la primera Estación Experimental de Plantas Medicinales, que se estableció en Kaskabe, y comenzó la investigación que involucra la plantación y cultivo, el ensayo y otras actividades.
En 1938, el Instituto fue puesta bajo el control de la Consejería de Salud y Bienestar Social de reciente implantación. En 1946, el laboratorio trasladó su oficina desde "Kanda Izumi-cho" a su ubicación actual en Setagaya, y el INCS amplió en gran medida sus instalaciones, el personal y la organización. En 1949, su nombre fue cambiado por el Instituto Nacional de Ciencias de Salud e Higiene. En el mismo año, el Instituto de Ciencias de la Salud Osaka se convirtió en la "Rama de Osaka" del Instituto.
En 1978, fue creado el "Centro de Investigación de Seguridad Biológica" en el INCS junto con una nueva construcción de instalaciones para albergar a los animales. El Centro sirve como organización de investigación de pruebas de seguridad líder en Japón.
En 1980, la principal "Estación Experimental de Plantas Medicinales" fue trasladada de Kasukabe a Tsukuba, donde se convirtió en la "Estación Experimental de Tsukuba de plantas medicinales". Aunque para el fortalecimiento de sus operaciones, en la estación también se estableció un sistema para que los investigadores comuniquen con otros laboratorios en Hokkaido, Izu, Wakayama, y Tanegashima.
Desde 1985, han surgido varias sustancias nuevas que requieren la evaluación de la calidad, seguridad o eficacia. Estos incluyen no solo los productos farmacéuticos en forma de nuevos medicamentos y productos de ADN recombinante, sino también dispositivos médicos, y sus materiales, productos alimenticios de nuevo desarrollo, y aditivos naturales. Se han convertido en una necesidad las nuevas actividades de investigación para evaluar la calidad y la seguridad.

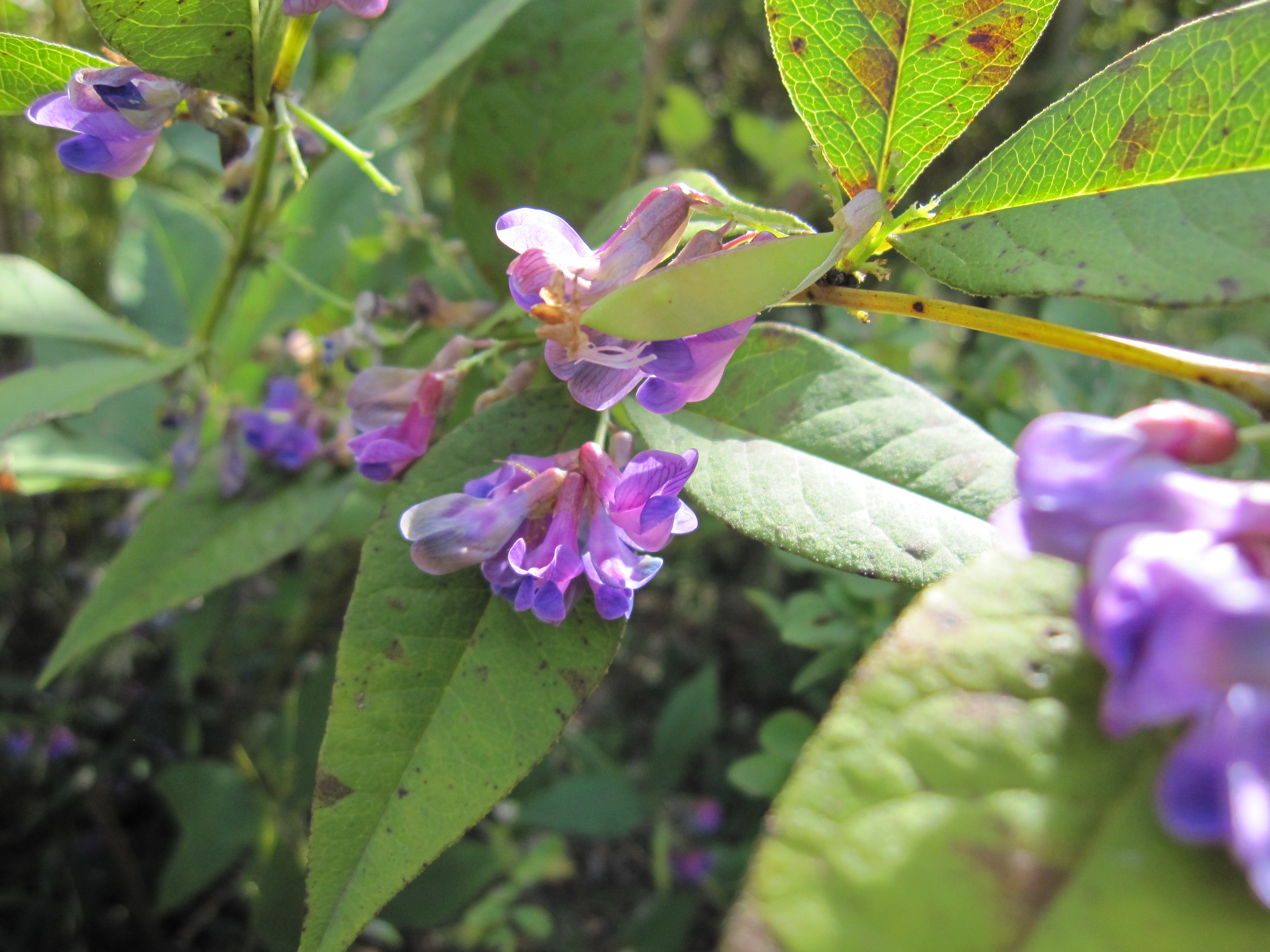
Lespedeza bicolor en el jardín botánico de Tsukuba.

En 1997, con la reorganización del sistema requlador para los productos farmacéuticos y dispositivos médicos en Japón, el "Centro de Evaluación de los productos farmacéuticos y dispositivos médicos" se estableció en el INCS. Este Centro es responsable de la evaluación previa a la comercialización de productos farmacéuticos y médicos.
En 2002, la consolidación de los campos relacionados con los alimentos y otros campos en desarrollo dio lugar a la reorganización de los institutos nacionales de investigación. Esto llevó a la clausura de la "Estación Experimental de Plantas Medicinales en Izu" y a la creación de la "División de productos de Terapia Génica y Celular", la "División de Investigación de Alimentos Biomédicos", y la "División de Ciencias de Seguridad Médica" en el INCS.
  
En 2004, la Rama de Osaka se reorganizó para llevar a cabo la investigación que servirá de base para el desarrollo de medicamentos para la EPOC a través de la aplicación de la ciencia del genoma, ciencia de las proteínas y otras ciencias en evolución. Como parte de esta reorganización, la Rama se trasladó a la Ciudad de Ibaraki en la Prefectura de Osaka.
En 2005, fue creado el "Instituto Nacional de Innovación Biomédica" para llevar a cabo la investigación sobre la conversión de los frutos de la investigación básica en el desarrollo de productos farmacéuticos y dispositivos médicos, así como optimizar los recursos de investigación en alimentación para apoyar ese desarrollo en Japón. La jurisdicción sobre la "División Call Bank", "Rama de Osaka", y las "Estaciones experimentales de plantas medicinales" (Hokkaido, Tsukuba, Wakayama, y Tanegashima) fue trasladada a este Instituto.

## Colecciones

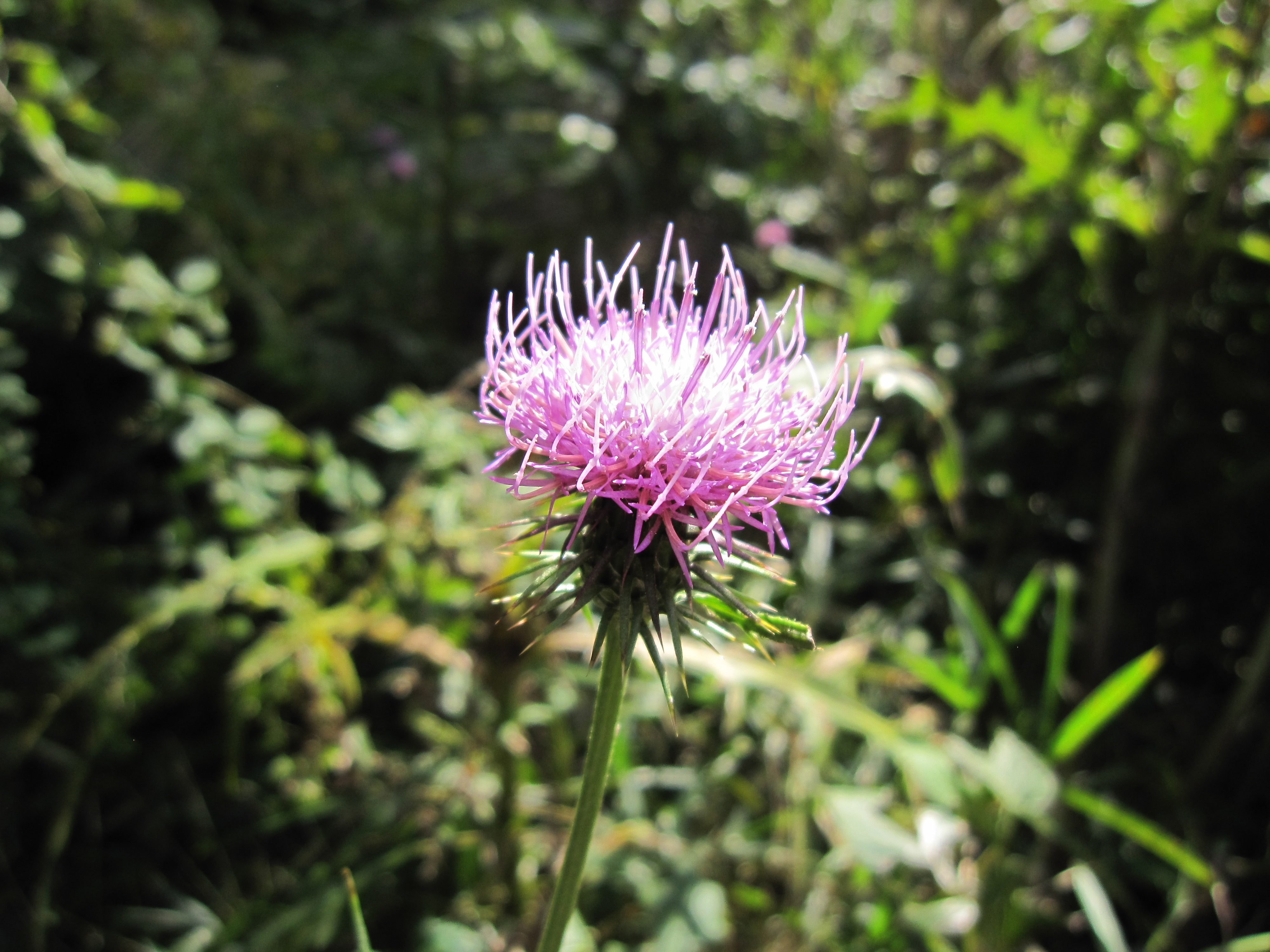
La inflorescencia de Cirsium nipponicum var comosum.

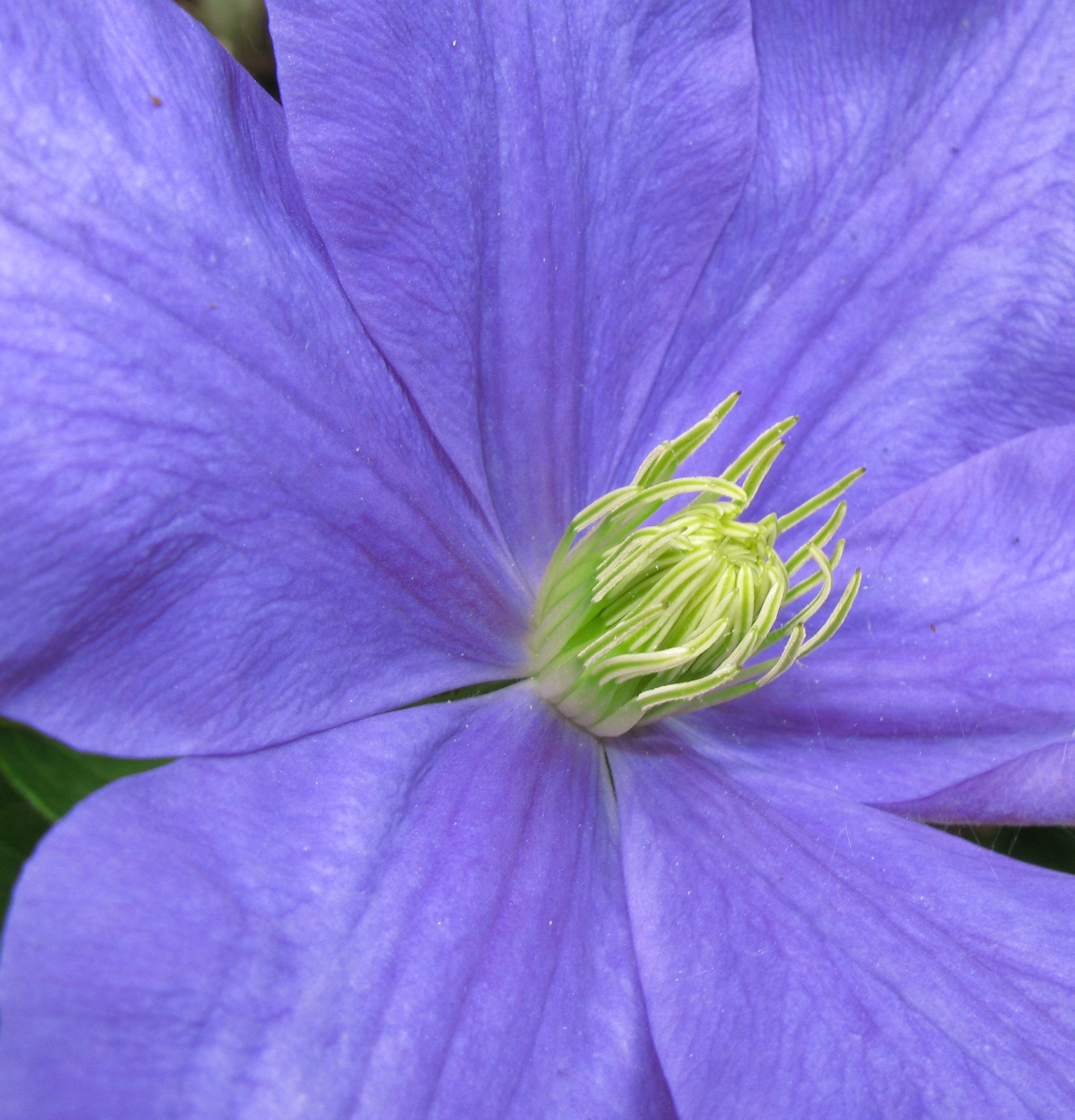
La flor del cultivar de Clematis 'Mrs Cholmondeley'.

El jardín se estableció principalmente como una estación experimental de plantas medicinales en particular sobre taxonomía así como para la educación de la botánica cara al público. Está bajo la jurisdicción del "Instituto Nacional de Innovación Biomédica". Alberga unos 5.000 taxones de plantas nativas y exóticas de las zonas templadas, tropicales, así como de húmedas de todo el mundo.
Sus colecciones de plantas hacen un énfasis particular en las plantas vasculares del centro de Japón, Asia Oriental, helechos, Cycadaceae, Colocasia, y en las orquídeas de América del Sur.
Las colecciones al aire libre del jardín se organizan en las siguientes áreas: 
- Sección Bosques Templados de Coníferas
- Sección Forestal Latifoliado Perenne,
- Sección Bosque caducifolio templado-caliente de hojas anchas,
- Sección Bosque caducifolio templado-frío de hojas anchas,
- Sección Arbustos,
- Secciones de arenales y graveras
- Sección de Pastos de montañas (altitudes elevadas),
- Sección de Pastos de montañas (bajas altitudes),
- Sección colonias (Costeras),
- Sección colonias (grandes Altitudes),
- Sección de Plantas de humedales e y higrófitas
- Secciones de plantas acuáticas.

El jardín también contiene tres invernaderos:
- Casa con Plantas Tropicales (con unos 550 m², 17.5 m de altura) - plantas útiles de los trópicos.
- Casa con plantas de selva (con unos 24 m de altura) - dos salas para las tierras bajas y climas montanos, haciendo hincapié en las plantas de las regiones de Asia-Pacífico. La sala de Montaña conserva especies como Fagaceae, Ericaceae y plantas de Orchidaceae con altas diversidades de Asia Sudoriental.
- Casa de la sabana - plantas tropicales y subtropicales de zonas de sabanas semiáridas, con zonas para las Américas, África y Australia.

## Actividades
A partir de 2007 el jardín mantiene a ocho investigadores en taxonomía vegetal, con estudios en curso en citotaxonomía para determinar el número y la forma de los cromosomas, la biología molecular sobre la base de la secuenciación de ADN, quimiotaxonomía con metabolitos secundarios, y la morfología de la planta sobre la base de ramificación de sistemas y pedología.

Algunos de los ejemplares de plantas cultivadas
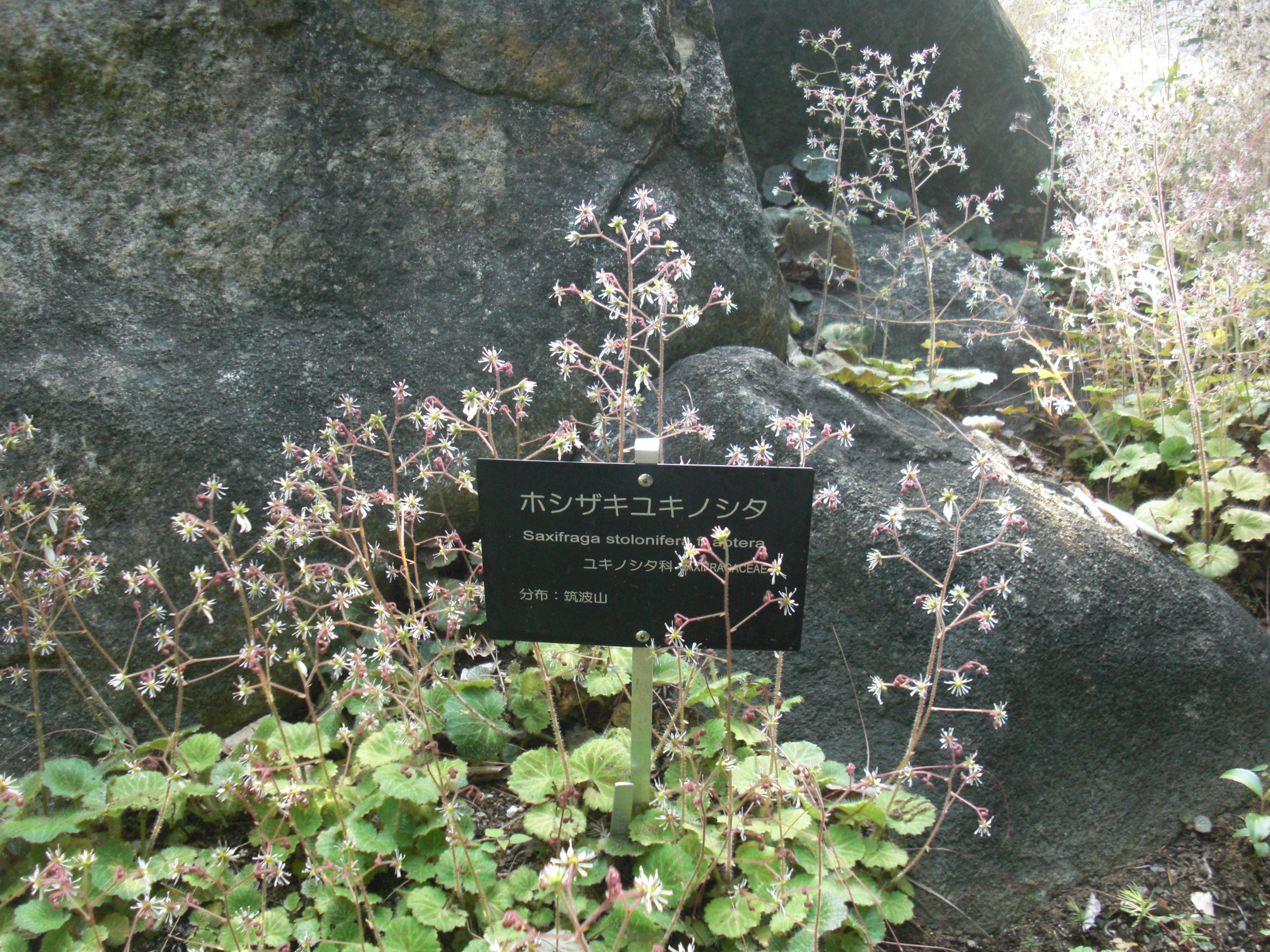
Ejemplares de Saxifraga stolonifera Curtis f. aptera (Makino) H. Hara en el jardín botánico de Tsukuba.
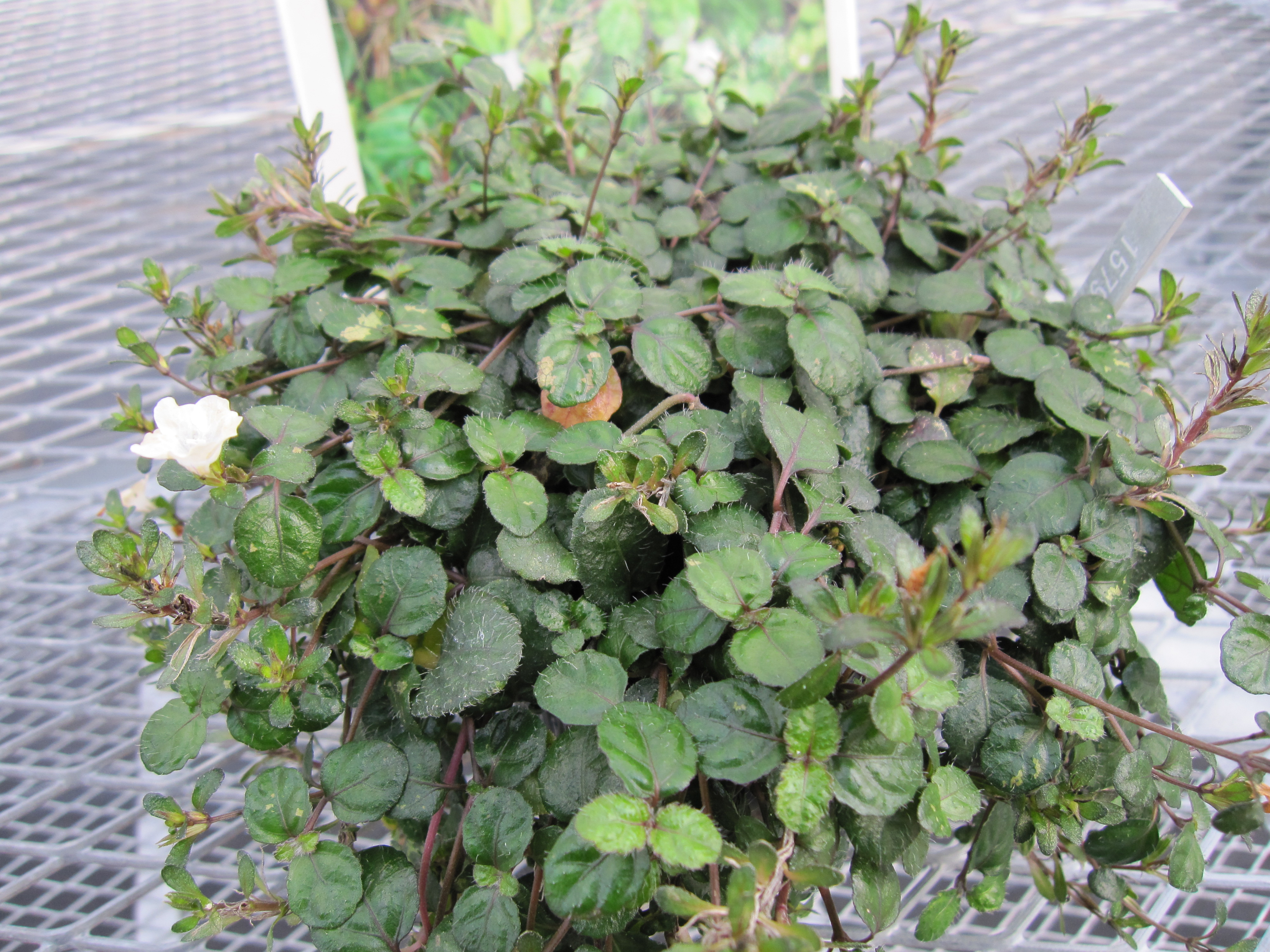
Hemigraphis reptans.
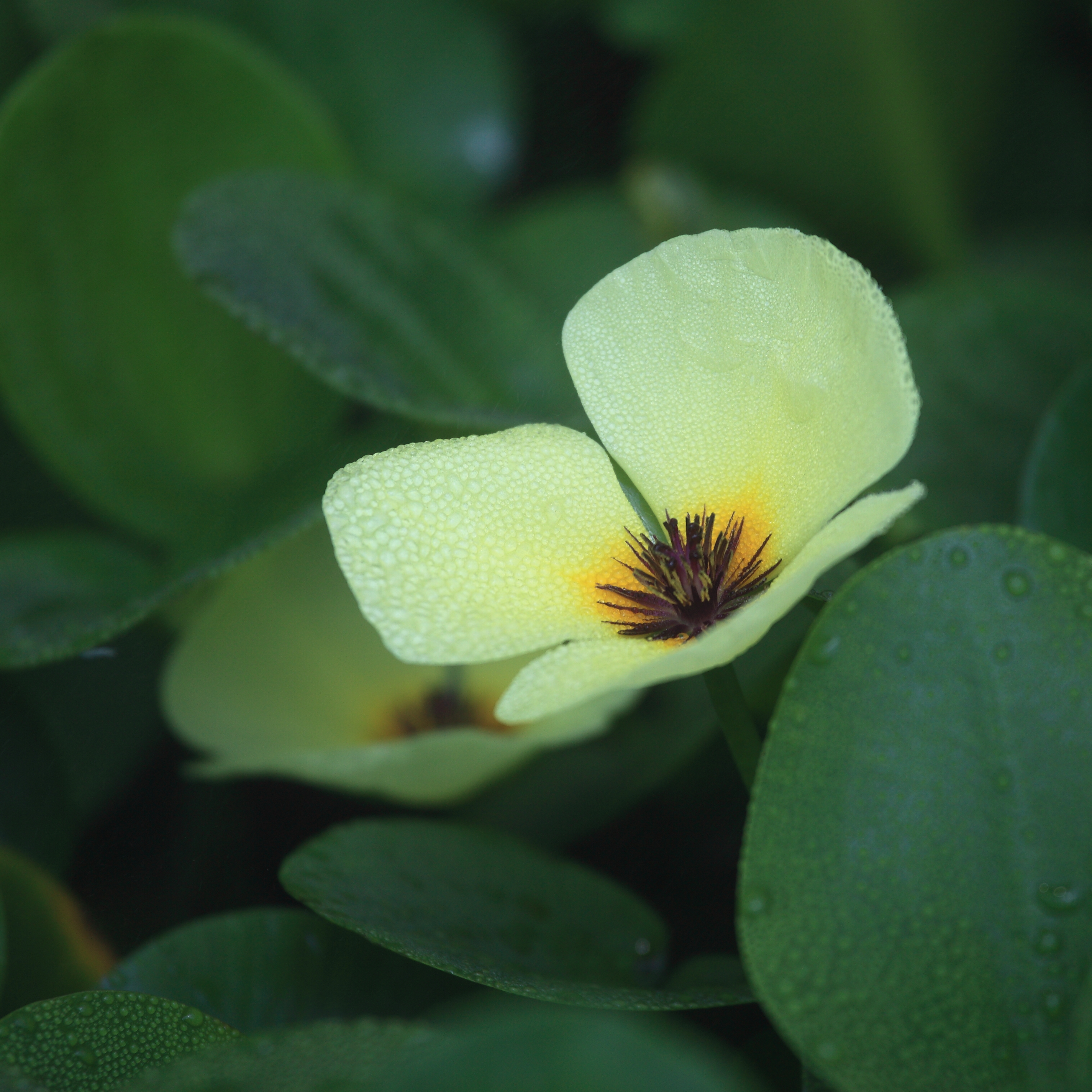
Hydrocleis nymphoides.
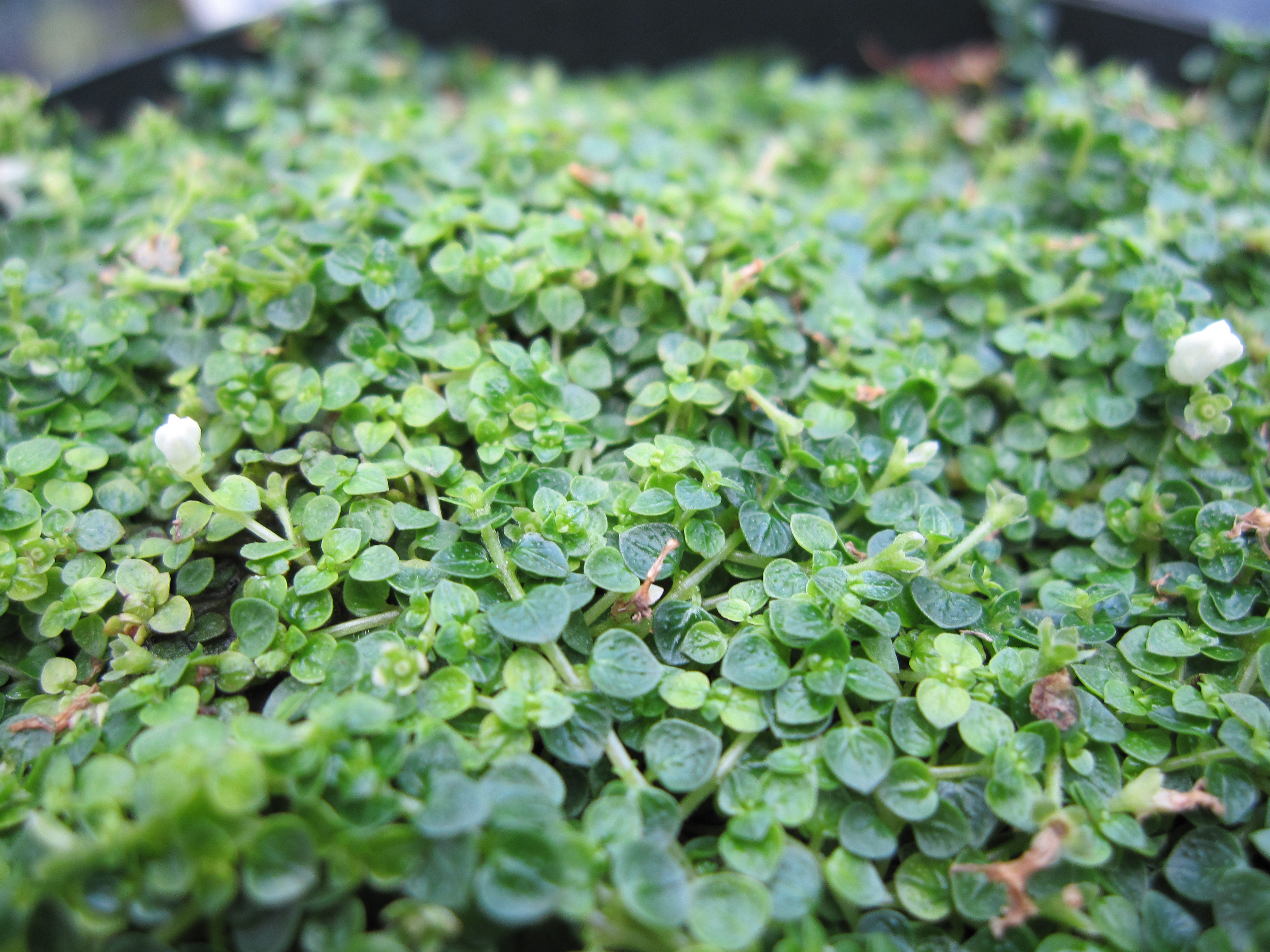
Ophiorrhiza yamashitae.